# Team Win Recovery Project
Team Win Recovery Project (TWRP) — сторонній засіб відновлення (англ. recovery) з відкритим вихідним кодом для модифікації та/або роботи з файлами ОС Android без використання додаткових пристроїв, наприклад, комп'ютера, а також встановлення іншого корисного ПЗ, яке могло би покращити зручність користування мобільним пристроєм.
Програма надає інтерфейс з підтримкою навігації за допомогою сенсорного екрана, який дозволяє користувачам встановлювати стороннє програмне забезпечення, таке як ROM-прошивки та/або постачальники рут-доступу, як Magisk та виконувати резервне копіювання поточної системи, що не підтримується стандартними режимами відновлення.
Тому TWRP часто встановлюють під час перевстановленея системи Android, встановлення або отримання root-прав на Android пристрої.

## Функції
Основний метод встановлення («прошивання») TWRP на Android-пристрій вимагає завантаження версії, створеної спеціально для цього пристрою, за допомогою таких інструментів, як Fastboot, Odin, SP Flash Tool. Однак деякі сторонні прошивки, засновані на Android, вже поставляються з TWRP як засіб для відновлення за замовчуванням.
TWRP дає користувачам можливість повністю створювати резервні копії своїх пристроїв (включаючи завантажувач, системні дані, користувацькі програми тощо), до яких можна повернутися у будь-який час. Також є вбудований файловий менеджер, в якому можна видалити файли, які викликали проблеми на пристрої, або додати файли, щоб виправити проблеми.
Станом на 2024 рік TWRP підтримує встановлення сторонніх операційних систем (таких, як LineageOS, або останньої версії Android), ядер, доповнень (застосунки Google, Magisk, теми тощо), системних додатків та інших різних модифікацій.
TWRP також підтримує повне/часткове очищення, резервне копіювання, відновлення та монтування різних розділів пристрою, таких як розділи системи (/system), завантажувача, даних користувача (/data), кеша та внутрішнього сховища. TWRP також має функцію передачі файлів через MTP та емулятор терміналу.
У січні 2017 року команда TWRP випустила програму для Android, яка дозволяє прошивати TWRP, використовуючи root-доступ. Однак, на відміну від засобу відновлення, програма не має відкритого вихідного коду, хоча і безкоштовна. Ця програма встановлюється через «режим відновлення» TWRP для пристроїв з root та без нього. Встановлюється у системний розділ, що робить його системним додатком за умовчанням, це дозволяє видалити його без root-прав. Тим не менш, TWRP надає користувачеві свободу вибору для використання програми.